# Jeffrey Dean Morgan
Jeffrey Dean Morgan (Seattle, Washington, 1966. április 22. –) amerikai színész. 
2006-ban vált ismertté, mert egyidejűleg három visszatérő szerepet játszott: a türelmes Denny Duquettet A Grace klinika, John Winchestert az Odaát, és Nancy Botwin elhunyt férjét a Nancy ül a fűben című sorozatokban. 2016 és 2022 között a The Walking Dead egyik főgonoszának, Negannak a megszemélyesítője volt.

## Fiatalkora
A Washington állambeli Seattle-ben született a Morgan család egyetlen gyermekeként. Előbb a Ben Franklin általános iskolába járt, majd a középiskolát a Lake Washington High Schooolban végezte el. Gyerekként profi kosárlabdázó akart lenni, de egy sérülés meghiúsította sportolói álmait. Ezután a festészet és az írás foglalkoztatta egészen addig, amíg véletlenül kapcsolatba nem került a színészettel. Amikor egy barátjának segített Seattle-ből Los Angelesbe költözni, Morgan csak egy hétvégére akart maradni, de megtetszett neki a kaliforniai metropolisz, és letelepedett ott.

## Karrierje
1991-ben kezdte pályafutását, 15 játékfilmben kapott kisebb epizódszerepeket. Ezek után főleg a televízióban tűnt fel. 1997-ben a Burning Zone című sorozatban dr. Edward Marcase szerepét játszotta. A levetített 19 részből tízben szerepelt. 2000-től sorozatokban vállalt kisebb szerepeket: Vészhelyzet, JAG – Becsületbeli ügyek, Walker, a texasi kopó, Angel, CSI: A helyszínelők, Narancsvidék, Monk – A flúgos nyomozó,  Tru Calling.
Az igazi áttörés 2005-ben jött el, amikor három sorozatban játszott egyidejűleg. A nagy sikerű Odaát című misztikus sorozatban John Winchesterként ismerhették meg a nézők, a két fiatal, Dean és Sam rejtélyes körülmények között eltűnt apját alakítva. Az ABC A Grace klinika című kórházi sorozatában a jóképű Denny Duquette-et alakította, aki épp szívátültetésre vár és közben beleszeret a Katherine Heigl által megformált dr. Izzie Stevens-be.
A Nancy ül a fűben című sorozatban pedig nemcsak munkát, de szerelmet is talált a sorozat női főszereplőjével. 2007-ben Hilary Swank oldalán játszott a nagy sikerű P.S. I Love You című romantikus vígjátékban. 2009-ben láthattuk egy képregény-adaptáció, a Watchmen: Az Őrzők című filmben, ahol a Komédiást játszotta. 2010-ben az Ang Lee által rendezett Sanghaj című filmben játszott. Ő alakítja Negant, a The Walking Dead sorozat egyik főgonoszát, aki a 6. évad utolsó részében jelenik meg, majd a 7. évadtól 2022-ig állandó szereplője volt a sorozatnak.

## Magánélete
1997-ben feleségül vett egy playgirlt, de a házasságnak hamar vége lett. 2006 decemberében kezdett el randevúzni a Nancy ül a fűben főszereplőjével, Mary-Louise Parker színésznővel.  A pár 2007 júniusában összeköltözött, de a kapcsolat csupán egy évig tartott: 2008-ban bejelentették szakításukat. 2009-ben Morgan Parker exférjével, Billy Crudup színésszel szerepelt az Watchmen: Az Őrzők című filmben. 
Morgan 2009-ben Hilarie Burton színésznővel kezdett randevúzni, 2010 márciusában született meg Gus nevű fiuk. Gus Morgan második gyereke, exbarátnőjével, Sherrie Rose-zal szintén van egy közös fiuk. 2017 szeptemberében bejelentették, hogy Hilarie Burtonnel második közös gyermeküket várják.

## Filmográfia

### Film
| Év   | Magyar cím                                 | Eredeti cím                        | Szerep                            | Magyar hang          |
| ---- | ------------------------------------------ | ---------------------------------- | --------------------------------- | -------------------- |
| 1991 |                                            | To Cross The Rubicon               | Rod                               |                      |
| 1991 | Angyalok vörösben                          | Uncaged                            | Sharkey                           |                      |
| 1995 | Dillinger és Capone                        | Dillinger and Capone               | Jack Bennett                      |                      |
| 1995 | Inkognitóban                               | Undercover Heat                    | Ramone                            |                      |
| 1997 |                                            | Legal Deceit                       | Todd Hunter                       |                      |
| 1999 | A fegyverforgató                           | Road Kill                          | Bobby                             |                      |
| 2004 | Halálos hétvége                            | Dead & Breakfast                   | seriff                            | Vass Gábor           |
| 2004 | A célpont bemérve                          | Six: The Mark Unleashed            | Tom Newman                        | Kőszegi Ákos         |
| 2005 | Gyilkos múlt                               | Chasing Ghosts                     | Cole Davies nyomozó               |                      |
| 2007 | Orosz rulett élőben                        | Live!                              | Rick                              | Epres Attila         |
| 2007 | Télbratyó                                  | Fred Claus                         | Parkolójegyes fickó (cameoszerep) |                      |
| 2007 |                                            | Kabluey                            | Brad                              |                      |
| 2007 | P.S. I Love You                            | P.S. I Love You                    | William Gallagher                 | Király Attila        |
| 2008 | Férj és feleség                            | The Accidental Husband             | Patrick Sullivan                  | Rába Roland          |
| 2008 |                                            | Days of Wrath                      | Bryan Gordon                      |                      |
| 2009 | Az őrzők                                   | Watchmen                           | Edward Blake / A Komédiás         | Szabó Sipos Barnabás |
| 2009 | Woodstock a kertemben                      | Taking Woodstock                   | Dan                               | Albert Gábor         |
| 2010 | Sanghaj                                    | Shanghai                           | Conner                            | Barabás Kiss Zoltán  |
| 2010 | Vesztesek bosszúja                         | The Losers                         | Franklin Clay                     | Szabó Sipos Barnabás |
| 2010 | Jonah Hex                                  | Jonah Hex                          | Jeb Turnbull                      | Makranczi Zalán      |
| 2011 | Pokoli albérlet                            | The Resident                       | Max                               | Csankó Zoltán        |
| 2011 | Béke, szerelem és félreértés               | Peace, Love & Misunderstanding     | Jude                              | Haás Vander Péter    |
| 2011 | Texas gyilkos földjén                      | Texas Killing Fields               | Brian Heigh                       | Harmath Imre         |
| 2012 | A futár                                    | The Courier                        | Futár                             | Király Attila        |
| 2012 | Démoni doboz                               | The Possession                     | Clyde Brenek                      | Haás Vander Péter    |
| 2012 | Vörös hajnal                               | Red Dawn                           | Andrew Tanner őrmester            | Faragó András        |
| 2014 | A Megváltás                                | The Salvation                      | Henry Delarue                     | Schneider Zoltán     |
| 2014 | Végül összejöttünk                         | They Came Together                 | Frank                             |                      |
| 2015 | Gyilkos ösztön                             | Solace                             | Joe Merriweather ügynök           | Szabó Sipos Barnabás |
| 2015 | A 657-es járat                             | Heist                              | Luke Vaughn                       | Szabó Sipos Barnabás |
| 2015 | Desierto – Az ördög országútja             | Desierto                           | Sam                               | Csankó Zoltán        |
| 2015 |                                            | Guns for Hire                      | Bruce Morgan                      |                      |
| 2016 | Batman Superman ellen – Az igazság hajnala | Batman v Superman: Dawn of Justice | Thomas Wayne                      | Juhász György        |
| 2018 | Rampage – Tombolás                         | Rampage                            | Russell ügynök                    | Mihályfi Balázs      |
| 2018 | A képeslap gyilkosságok                    | The Postcard Killings              | Jacob Kanon                       | Fekete Ernő          |
| 2018 |                                            | Walkaway Joe                       | Cal McCarthy                      |                      |
| 2021 | Gonosz csoda                               | The Unholy                         | Gerald "Gerry" Fenn               | Király Attila        |
| 2022 | Joseph Chambers becsülete                  | The Integrity of Joseph Chambers   | rendőrtiszt                       | Kőszegi Ákos         |
| 2022 | Zuhanás                                    | Fall                               | James Conner                      | Bolla Róbert         |

### Televízió
| Év        | Magyar cím                  | Eredeti cím                       | Szerep                          | Megjegyzések                                                |
| --------- | --------------------------- | --------------------------------- | ------------------------------- | ----------------------------------------------------------- |
| 1994      |                             | Black Sheep                       | Bobby Debeneke                  | televíziós sorozat                                          |
| 1995      |                             | Extreme                           | Jack Hawkins                    | 2 epizód                                                    |
| 1995      |                             | Mystery Dance                     | Shay Astor                      | 1 epizód                                                    |
| 1995–2002 | JAG – Becsületbeli ügyek    | JAG                               | Wally technikus / fegyvermester | - 3 epizód - magyar hangja: - Hankó Attila                  |
| 1996      | Egy szempillantás alatt     | In the Blink of an Eye            | Jessie Tafero                   | tévéfilm                                                    |
| 1996      | Sliders                     | Sliders                           | Sid                             | - 1 epizód - magyar hangja: - Zágoni Zsolt                  |
| 1996–1997 | Víruskommandó               | The Burning Zone                  | Dr. Edward Marcase              | főszereplő                                                  |
| 2000      | Walker, a texasi kopó       | Walker, Texas Ranger              | Jake Horbart                    | 1 epizód                                                    |
| 2001      | Vészhelyzet                 | ER                                | Larkin tűzoltó                  | 1 epizód                                                    |
| 2002      | Ügyvédek                    | The Practice                      | Daniel Glenn                    | 1epizód                                                     |
| 2002      | Angel                       | Angel                             | Sam Ryan                        | 1 epizód                                                    |
| 2002      | Az ügyosztály               | The Division                      | William Natali atya             | 1 epizód                                                    |
| 2002      | V.I.P. – Több, mint testőr  | V.I.P.                            | Randall Waring                  | 1 epizód                                                    |
| 2003      | CSI: A helyszínelők         | CSI: Crime Scene Investigation    | Bill Nolan                      | 1 epizód                                                    |
| 2003      | Star Trek: Enterprise       | Star Trek: Enterprise             | Xindi-Reptilian                 | 1 epizód                                                    |
| 2004      | Tru Calling – Az őrangyal   | Tru Calling                       | Geoffrey Pine                   | 1 epizód                                                    |
| 2004      | Monk – A flúgos nyomozó     | Monk                              | Steven Leight                   | 1 epizód                                                    |
| 2004      | FBI ügynökök bevetésen      | The Handler                       | Mike                            | 2 epizód                                                    |
| 2005      | A narancsvidék              | The O.C.                          | Joe Zukowski                    | 1 epizód                                                    |
| 2005      | Nancy ül a fűben            | Weeds                             | Judah Botwin                    | egy epizód                                                  |
| 2005–2019 | Odaát                       | Supernatural                      | John Winchester / Azazel        | - 13 epizód - magyar hangja: - Harmath Imre                 |
| 2006      |                             | Jam                               | Dale                            | tévéfilm                                                    |
| 2006–2022 | A Grace klinika             | Grey's Anatomy                    | Denny Duquette                  | visszatérő szereplő (24 epizód)                             |
| 2012–2013 | Bűnös Miami                 | Magic City                        | Ike Evans                       | főszereplő                                                  |
| 2014      | Shameless – Szégyentelenek  | Shameless                         | Charlie Peters                  | 1 epizód                                                    |
| 2015      | Marilyn Monroe titkos élete | The Secret Life of Marilyn Monroe | Joe DiMaggio                    | - minisorozat (2 epizód) - magyar hangja: - Makranczi Zalán |
| 2015      | Texas felemelkedése         | Texas Rising                      | Süket Smith                     | minisorozat (5 epizód)                                      |
| 2015      | A létezés határa            | Extant                            | JD Richter                      | főszereplő (13 epizód)                                      |
| 2015–2016 | A férjem védelmében         | The Good Wife                     | Jason Crouse                    | főszereplő (7. évad)                                        |
| 2016–2022 | The Walking Dead            | The Walking Dead                  | Negan                           | - főszereplő - magyar hangja: - Csankó Zoltán               |
| 2019–     | A fiúk                      | The Boys                          | Joe Kessler                     | - mellékszereplő - magyar hangja: - Csankó Zoltán           |

## Díjak és jelölések
2016-ban a The Walking Dead 6. évadának zárórészéért a Critics' Choice Television Awards díjátadó legjobb vendégszereplő díját nyerte el, drámai televíziósorozatok kategóriában.